# Pleocnemia elegans
Pleocnemia elegans är en ormbunkeart som först beskrevs av Edwin Bingham Copeland, och fick sitt nu gällande namn av Holtt. Pleocnemia elegans ingår i släktet Pleocnemia och familjen Tectariaceae. Inga underarter finns listade.